# 日本スケートボード協会
一般社団法人日本スケートボード協会（にほんスケートボードきょうかい）は、日本におけるスケートボード競技の国内競技連盟である。加盟していた国際スケートボード連盟は2017年、国際ローラースポーツ連盟と統合しワールドスケートとなった。2020年東京オリンピックで実施されるスケートボードの国際競技連盟はワールドスケート、国内競技連盟はワールドスケートジャパンである。2020東京オリンピックスケートボードに対して協力することは日本ローラースポーツ連盟（のちのワールドスケートジャパン）、日本スケートボーディング連盟とともに表明している。略称AJSA。
時々、大会ではジャッジの点数に対する不満が飛び交うことが多い。

## 沿革
- 1982年3月 - 任意団体として全日本スケートボード協会設立
- 2004年 - 法人化より有限責任中間法人日本スケートボード協会設立
- その後、法人に関する法制の変化により、一般社団法人となった。
- 2015年5月、日本ローラースポーツ連盟（のちのワールドスケートジャパン）にスケートボード委員会が設置され、日本スケートボード協会会長の宮沢武久が委員長の座に就く[2]。
- 2016年8月3日、リオデジャネイロでのIOC総会でスケートボードが2020年東京オリンピックの追加種目に決定される。

## 大会
- 全日本アマチュア・スケートボード選手権
- 全日本レディース&Jr&キッズ選手権